# Métro de Suzhou
Le métro de Suzhou (en chinois : 蘇州軌道交通) est le principal système de transport en commun lourd de Suzhou. Cette ville d'environ 6 millions d'habitants est située à 80 kilomètres à l'ouest de Shanghai dans la province du Jiangsu, à l'Est de la république populaire de Chine.  La première ligne a été inaugurée le 28 avril 2012. En 2024 le réseau comprend 8 lignes totalisant 285 kilomètres de voies et desservant 227 stations. Le réseau présente également une ligne assurant une connexion avec le métro de Shanghai. Les nouvelles lignes actuellement en construction devraient porter la longueur totale du réseau à 353 kilomètres.

## Historique
Après une étude menée par SYSTRA en 2001-2002 le conseil municipal de Suzhou donne son accord pour la construction d'un réseau de métro comprenant deux lignes. Le gouvernement central donne son feu vert pour la construction de ces lignes en 2008 (ligne 1) et mars 2009 (ligne 2). 14 tunneliers sont mobilisés pour creuser le double tunnel (une voie par tunnel) qui forme la ligne 1. Celle-ci est inaugurée le 28 avril 2012. La ligne 2 longue de 40,4 kilomètres et comprenant 35 stations est inaugurée en deux temps : le 28 décembre 2013 (27 kilomètres et 22 stations) puis le 24 septembre 2016. La ligne 4 longue de 42 kilomètres et comprenant 37 stations est inaugurée le 15 avril 2017. Le coût de sa construction est de 4,2 milliards € (36 milliards Yuans). Elle porte la longueur totale du réseau à 121 kilomètres.
En août 2018 la commission nationale de développement et de réforme donne son accord pour le lancement de la phase 3 de la construction du métro de Suzhou. Celle-ci prévoit la construction de 4 nouvelles lignes (6, 7, 8 et 11) totalisant 137 kilomètres pour un coût de 12,55 milliards € (95 milliards Yuans). La ligne 11, qui est la première ligne de banlieue de la ville, doit relier le parc industriel de Suzhou avec le terminus de la ligne 11 du métro de Shanghai. En décembre 2019 la ligne 3 longue de 45 kilomètres et comprenant 37 stations est inaugurée.
Le réseau comprend huit lignes en 2024.

## Réseau

### Ligne 1
La ligne 1 longue de 25,7 kilomètres et comprenant 24 stations est entièrement souterraine (tunnel double : 1 tunnel par voie) et traverse la ville d'ouest en est. La ligne dessert la gare de Suzhou et la gare de Suzhou-Nord. Elle comprend deux stations de correspondance à Guanglinan Lu (avec la ligne 2) et à Leqiao (avec ligne 4). La distance moyenne  entre les stations est de 1,07 km. Celles-ci sont construites sur deux niveaux avec un étage mezzanine et un quai central. La ligne est desservie par des rames de 5 voitures longues de 19 mètres et larges de 2,8 mètres. Celles-ci sont alimentées par caténaire en 1500 volt (courant continu). La vitesse commerciale est de 35 km/h et la vitesse maximale de 80 km/h. Les rames circulent entre 6 heures du matin et 22 heures avec une fréquence comprise entre 7 et 8 minutes,.

### Ligne 2
La ligne 2 a ouvert le 28 décembre 2013. Elle parcourt dans un premier temps la ville du Nord au Sud, sur une longueur de 26,5 km, et dessert 35 stations. Elle est prolongée le 24 septembre 2016 au Nord et à l'Est portant sa longueur à 40 km. Sa construction a commencé le 25 décembre 2009 et s'est terminée en 2013.  La ligne 2 utilise des rames de 5 voitures de type B2 construites par  Nanjing SR Puzhen Rail Transport.L es rames circulent entre 6 heures du matin et 23 heures avec une fréquence de 7 minutes. La ligne comprend deux stations en correspondance avec la ligne 2 et une station en correspondance avec la ligne 1.

### Ligne 4
La ligne 4 est longue de 42 kilomètres et va de Longdaobang au nord à Tongli au sud avec une branche allant de Hongzhuang à Muli qui à terme doit faire partie de la ligne 7. Elle comprend 37 stations et comprend des stations de correspondance avec la ligne 1 et avec le réseau de chemin de fer à la gare de Suzhou. A l'heure de pointe la fréquence des rames est de 6 minutes et demi. La ligne est desservie par 40 rames à six voitures de type B fournis par CRRC Nanjing Puzhen.

### Ligne 5
La ligne 5 est longue de 44,1 kilomètres et va de Taihu Xiangshan à Yangchenghu Sud. Elle a ouvert le 29 juin 2021.

### Ligne 6
La ligne 6 est longue de 36,1 kilomètres et relie la Gare de Xinqu à Sangtiandao Sud. Elle a ouvert le 29 juin 2024.

### Ligne 8
La ligne 8 est longue de 35,5 kilomètres et va de Xijinqiao à Chefang. Elle a ouvert le 10 septembre 2024.

### Ligne 11
La ligne 11 est la première ligne de train de banlieue de la ville de Suzhou. Longue de 41 kilomètres, elle dessert 28 stations. Son terminus à Suzhou est situé dans le parc industriel à l'est de la ville et elle rejoint la ville de Kunshan à la station Huaqiao qui est également le terminus nord-ouest de la ligne 11 du métro de Shanghai. Elle est desservie par des rames de type A qui ont une vitesse maximale de 100 km/h.
| Ligne    | Terminus                  | Terminus                    | Ouverture | Extension | Longueur totale en km | Stations |
| Ligne 1  | Mudu                      | Zhongnan Jie (Rue Zhongnan) | 2012      | —         | 25,7 km               | 24       |
| Ligne 2  | Qihe                      | Sangtian Dao                | 2013      | 2016      | 40,4 km               | 35       |
| Ligne 3  | Gare de Suzhou Xinqu      | Weiting                     | 2019      | _         | 45,3 km               | 37       |
| Ligne 4  | Longdaobang               | Tongli et Muli              | 2017      | _         | 52,8 km               | 38       |
| Ligne 5  | Taihu Xiangshan (Wuzhong) | Yangchenghu South (SIP)     | 2021      | _         | 44,1 km               | 34       |
| Ligne 6  | Gare de Suzhou Xinqu      | Sangtiandao sud             | 2024      | _         | 36,1                  | 31       |
| Ligne 8  | Xijinqiao                 | Chefang                     | 2024      | _         | 35,5                  | 28       |
| Ligne 11 | Weiting                   | Huaqiao                     | 2023      | _         | 41,3 km               | 28       |
| Total    | Total                     | Total                       | Total     | Total     | 285,6 km              | 227      |

## Lignes en construction
| Ligne   | Longueur | Nombre de stations | Terminus | Terminus | Début de la construction | Calendrier d'ouverture | Commentaire |
| ------- | -------- | ------------------ | -------- | -------- | ------------------------ | ---------------------- | ----------- |
| Ligne 7 | 44,1 km  | 34                 | Moyang   | Muli     | 2019                     | 2024                   |             |